# Schlegelia fastigiata
Schlegelia fastigiata är en tvåhjärtbladig växtart som beskrevs av Robert Walter Schery. Schlegelia fastigiata ingår i släktet Schlegelia och familjen Schlegeliaceae. Inga underarter finns listade i Catalogue of Life.